# Juniperus virginiana
Juniperus virginiana L. è una pianta appartenente alla famiglia Cupressaceae.

## Descrizione
Juniperus virginiana è una conifera sempreverde a crescita lenta che potrebbe non diventare mai più grande di un cespuglio su terreni poveri, ma normalmente va dai 5–20 m (raramente fino a 27 m) d’altezza, con un corto tronco di 30–100 cm (raramente 170 cm) di diametro. L’albero più vecchio registrato, della West Virginia, aveva 940 anni. La corteccia è rossa-marrone, fibrosa e si sbuccia in strisce sottili.
Le foglie sono di due tipi; affilate, con foglie giovani diffuse a forma di ago lunghe 5–10 cm e foglie adulte strettamente appressate a forma di scaglie lunghe 2–4 mm; sono disposte in paia opposte decussate o occasionalmente in spirali da tre. Le foglie giovani si possono trovare su piante giovani fino a 3 anni, e su steli dispersi su alberi adulti, di solito all’ombra.
Le pigne da seme sono lunghe 3–7 mm, a forma di bacca, viola scuro-blu con una copertura di cera bianca che dà loro un colore blu-cielo (anche se la cera spesso viene strofinata via); contengono da uno a tre (raramente fino a quattro) semi e maturano in 6–8 mesi dall’impollinazione. Le bacche di ginepro sono un importante cibo invernale per molti uccelli, che disperdono i semi non alati.
Le pigne da polline sono lunghe 2–3 mm e larghe 1,5 mm, distribuiscono il polline in tardo inverno o ad inizio primavera. Gli alberi di solito sono dioici, con pigne da polline e da seme su alberi separati.

## Distribuzione e habitat
Cresce nella costa orientale del Nord America, fino ai 1000 m di altitudine.

## Usi
È coltivato come pianta ornamentale, e dalle sue foglie si possono estrarre oli essenziali.